# Sottostazione elettrica

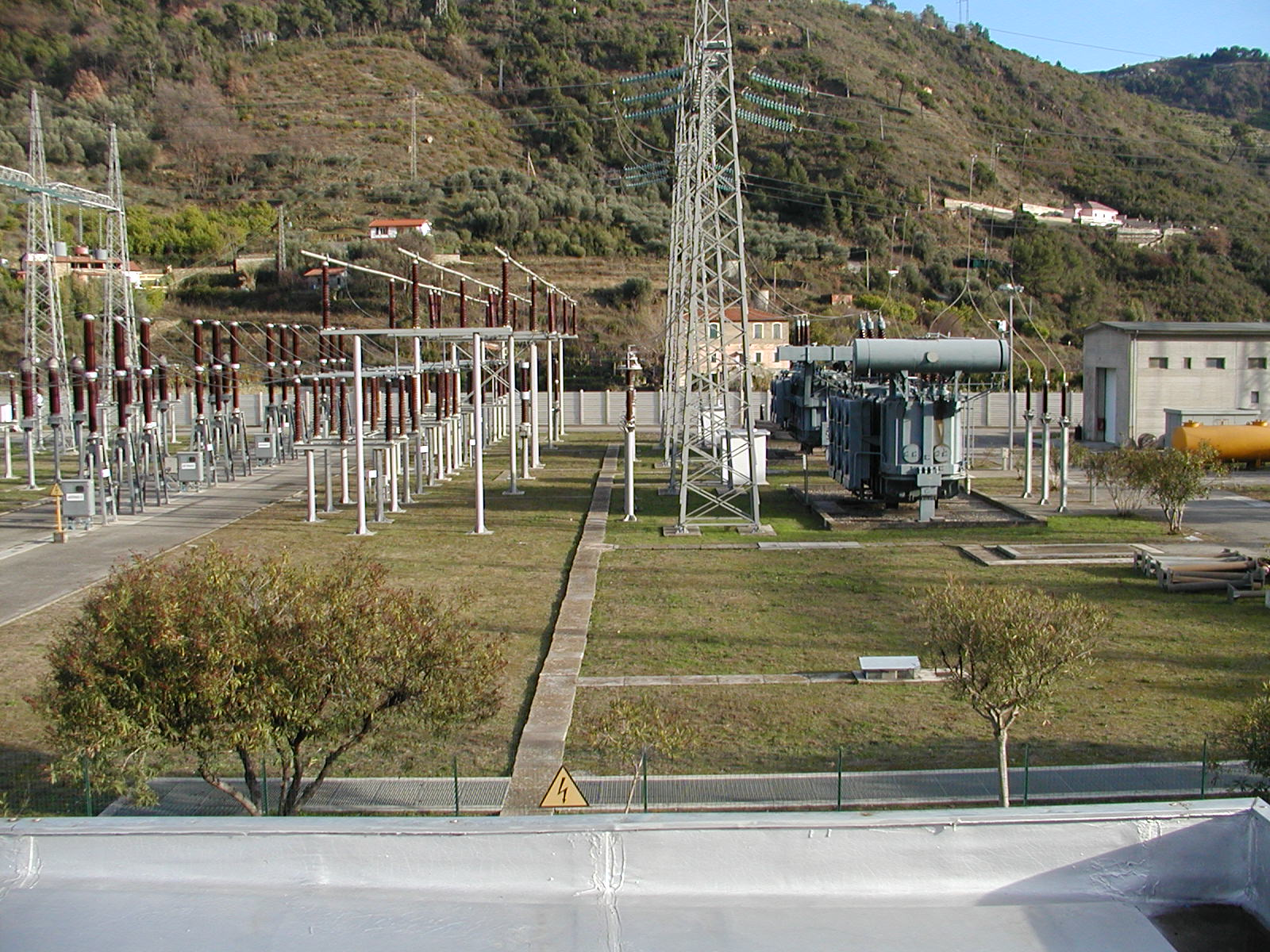
Montanti nella sottostazione elettrica di Camporosso. In primo piano: autotrasformatore con i relativi scaricatori e collegamenti in AT.

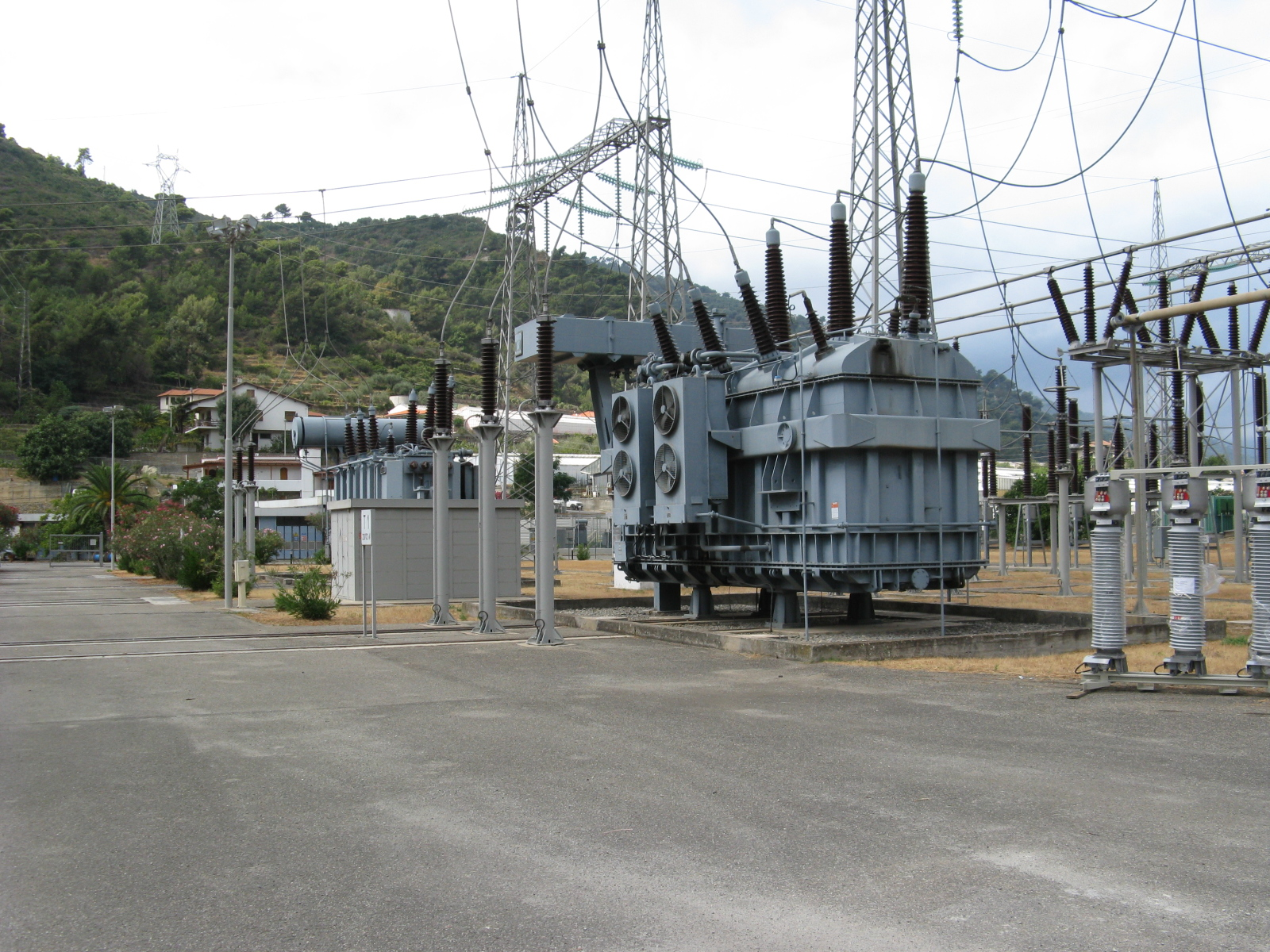
Prospettiva del sistema a singola sbarra 220 kV nella stazione elettrica di Camporosso

Le sottostazioni elettriche (spesso abbreviate SSE) sono localizzate in prossimità di un impianto di produzione, nel punto di consegna all'utente finale e nei punti di interconnessione tra le linee: costituiscono pertanto i nodi della rete di trasmissione dell'energia elettrica.
Le sottostazioni svolgono una o più delle seguenti funzioni:
- interconnettere tra loro più linee elettriche AT allo stesso livello di tensione, creando un nodo della rete (tramite le sbarre);
- interconnettere tra loro più linee elettriche AT a diversi livelli di tensione (tramite i trasformatori);
- rifasare la potenza apparente della rete (tramite batterie di condensatori o induttori di rifasamento, detti anche "reattori" in quanto assorbono potenza reattiva);
- convertire la tensione da alternata in continua e viceversa (sottostazioni di conversione).[1]

## Struttura di una sottostazione
Le sottostazioni elettriche essendo parte della rete di trasmissione, sono costituite da componenti ad alta tensione (AT) che complessivamente sono detti sistema primario. L'interconnessione tra la rete di trasmissione e quella di distribuzione è ottenuta tramite le cabine primarie. Oltre alla parte AT, le stazioni comprendono anche una parte in media tensione (MT) e bassa tensione (BT), che è detta sistema secondario. Infine, i dispositivi di controllo del sistema primario costituiscono il Sistema di Protezione Comando e Controllo (SPCC).

### Sistema primario
Il sistema primario è costituito dalle sbarre e dai montanti. Le sbarre costituiscono il nodo della rete elettrica di trasmissione, e i montanti comprendono tutte le apparecchiature AT che sono collegate alle sbarre. Il termine “montante” include le sole apparecchiature AT, mentre il termine “stallo” include sia le apparecchiature AT che gli altri componenti di loro pertinenza (sostegni, fondazioni, strade, chiosco, ecc.).
Componendo opportunamente tra loro i montanti e inserendo i moduli terminali di sbarra è possibile pervenire al progetto del sistema primario della stazione desiderata.

#### Configurazioni di sbarre
Le sbarre sono costituite da una terna di conduttori, a cui sono collegati i montanti tramite i sezionatori di sbarra.
Le sottostazioni possono avere 
- una sbarra singola (una sola terna di conduttori)Montante a singola sbarra;

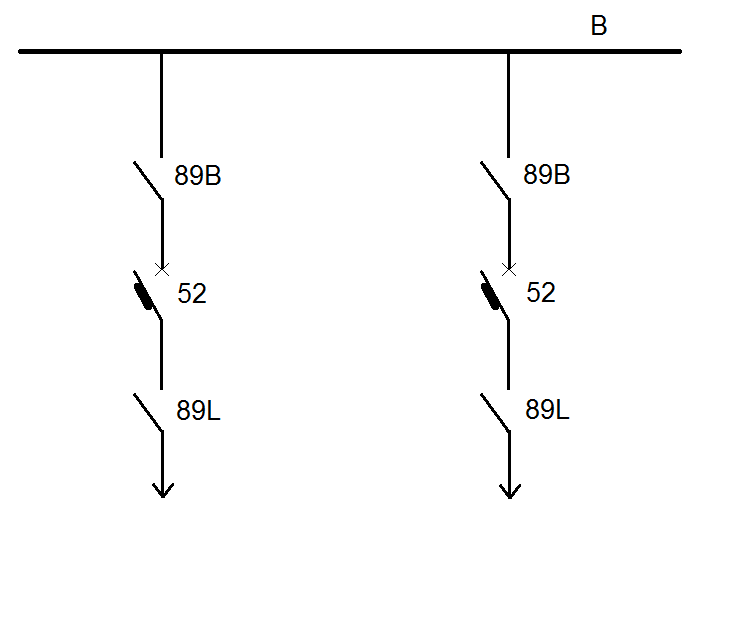
Montante a singola sbarra

- una doppia sbarra (due terne di conduttori)Montante a doppia sbarra.

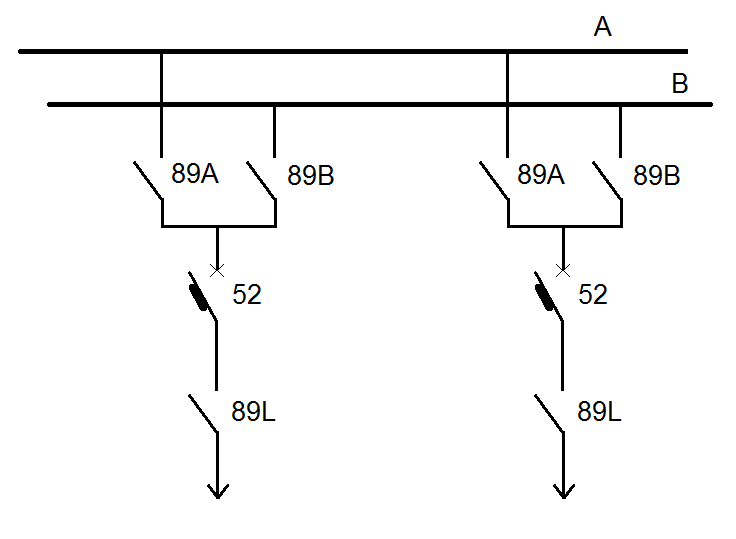
Montante a doppia sbarra

La configurazione a doppia sbarra, che consente una maggiore flessibilità di esercizio e affidabilità del sistema, è la più impiegata per le sottostazioni italiane

#### Stalli
Lo stallo può comprendere i seguenti componenti:
- i conduttori elettrici, che possono essere sia flessibili (fasci di corde) che rigidi (tubi);
- i colonnini di sostegno, che sostengono i conduttori dove la campata tra due apparecchiature risulterebbe altrimenti troppo lunga;
- i morsetti di serraggio dei conduttori ai terminali delle apparecchiature o ai colonnini, e di distanziamento delle corde nei fasci;
- i dispositivi anti-vibranti montati sui conduttori rigidi;
- il portale di amarro linea, che sostiene l'ultima campata di conduttori della linea elettrica aerea;
- il terminale cavo, per linee o collegamenti interni in cavo interrato;
- il trasformatore di tensione (TV), che trasduce il segnale di tensione per il Sistema di Protezione Comando e Controllo (SPCC);
- la bobina di sbarramento delle onde convogliate (BOC);
- il sezionatore orizzontale, che accoppiato al sezionatore di terra svolge la manovra di sezionamento di linea (89L) e la manovra di messa a terra della linea (57L) rispettivamente;
- il trasformatore di corrente (TA), che trasduce il segnale di corrente per il SPCC;
- l'interruttore (52), che svolge le manovra di interruzione o stabilimento della corrente;
- il sezionatore verticale (89B), che svolge la manovra di sezionamento di sbarra;
- il sezionatore di terra sbarre (57B), che svolge la manovra di messa a terra della sbarra (è inserito nel modulo terminale sbarre);

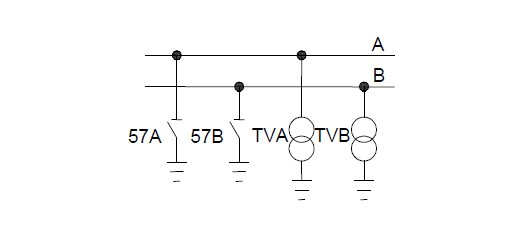
Modulo terminale a doppia sbarra con TV

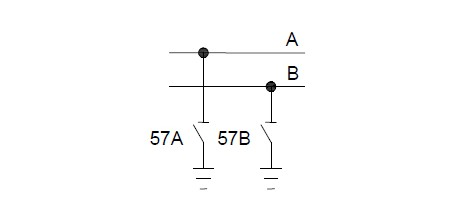
Modulo terminale a doppia sbarra senza TV

- lo scaricatore di sovratensione (SC);
- macchinario, comprendente autotrasformatori (ATR), reattori (RE), batterie di condensatori (BC).

I componenti possono essere costituiti da tre elementi monofase o da un singolo elemento trifase; comunque il montante deve essere costituito da tre fasi identiche tra loro, salvo il sistema ad onde convogliate che può non essere presente su tutte le fasi.
In base alle funzioni del montante questo può rientrare in una delle seguenti categorie:
- montante linea: comprende le apparecchiature di connessione della linea elettrica alla sbarra; Montante linea

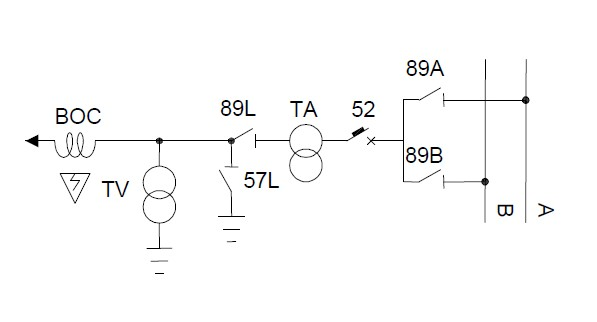
Montante linea

- montante trasformatore: comprende le apparecchiature di connessione di un lato del trasformatore (primario o secondario) alla relativa sbarra e il trasformatore stesso; Montante autotrasformatore

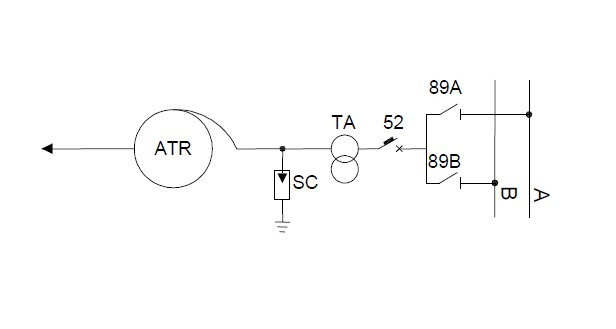
Montante autotrasformatore

- montante parallelo sbarre: comprende le apparecchiature che permettono di connettere tra loro due sbarre in uno stesso sistema a doppia sbarra; Montante parallelo sbarre

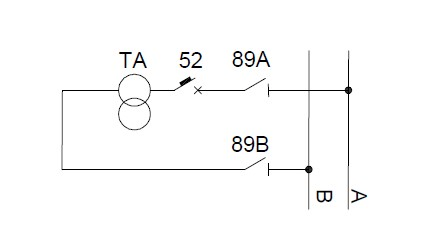
Montante parallelo sbarre

- montante congiuntore sbarre: comprende le apparecchiature che permettono di connettere tra loro due sbarre di due sistemi alla stessa tensione nominale; Montante congiuntore sbarre

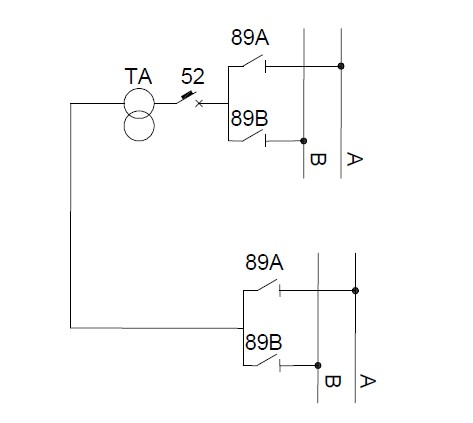
Montante congiuntore sbarre

- montante reattore: comprende il reattore e le apparecchiature di connessione dello stesso alla sbarra; Montante reattore

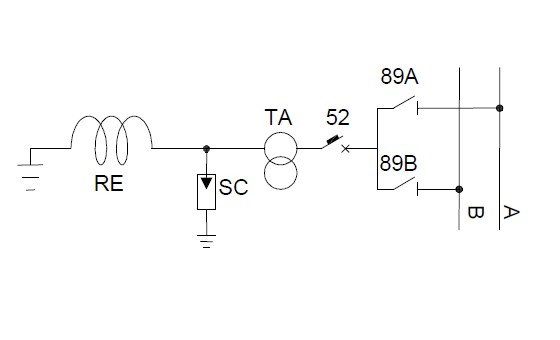
Montante reattore

- montante condensatore: comprende la batteria di condensatori e le apparecchiature di connessione della stessa alla sbarra. Montante condensatore

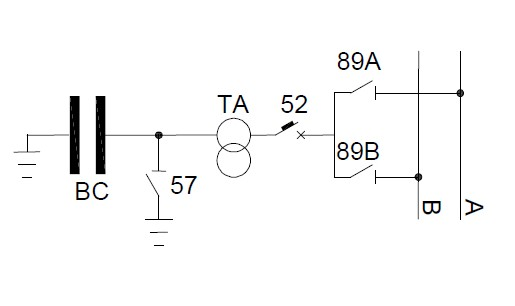
Montante condensatore

### Servizi ausiliari e generali
I servizi ausiliari (SA) sono i componenti elettrici che distribuisco le alimentazioni ai dispositivi elettrici presenti in stazione (relè, motori, componenti elettronici) del sistema primario e del SPCC.
I servizi generali (SG) comprendono i sistemi a servizio del personale in impianto, p.es. illuminazione, riscaldamento/condizionamento locali, controllo accessi, servizi igienici, ecc.

### Sistema di protezione, comando e controllo
Il sistema di protezione, comando e controllo (SPCC) comprende i componenti elettrici ed elettronici che svolgono le seguenti funzioni:
- raccolta delle misure elettriche del sistema primario;
- raccolta dei segnali di stato e degli allarmi di anomalia dei componenti elettrici di tutti i sistemi;
- protezione del sistema primario, tramite comando automatico degli organi di manovra per la disconnessione dalla rete delle porzioni guaste (individuate in base alle misure e agli allarmi acquisiti);
- comando manuale degli organi di manovra del sistema primario;
- telecomunicazione con i centri di controllo e conduzione remoti.

### Opere civili
Le opere civili di stazione non comprendono i componenti elettrici primari, le installazioni elettriche AC sono regolamentate dalla norma IEC 61936 -1. Le opere civili sono l'edificio secondario (edificio SA), SPCC (chioschi e sala quadri), nonché le strutture di urbanizzazione (recinzioni, strade, cavidotti, rete idrica, …). In ogni caso le sale quadri comunque devono rispondere anche ai requisiti specifici della IEC 61936 -1 in termini di dimensioni spazi e ventilazione. Per le sottostazioni prefabbricate queste non sono da intendersi come edifici, in quanto regolamentate dalla IEC62271-202.

## Ferrovia

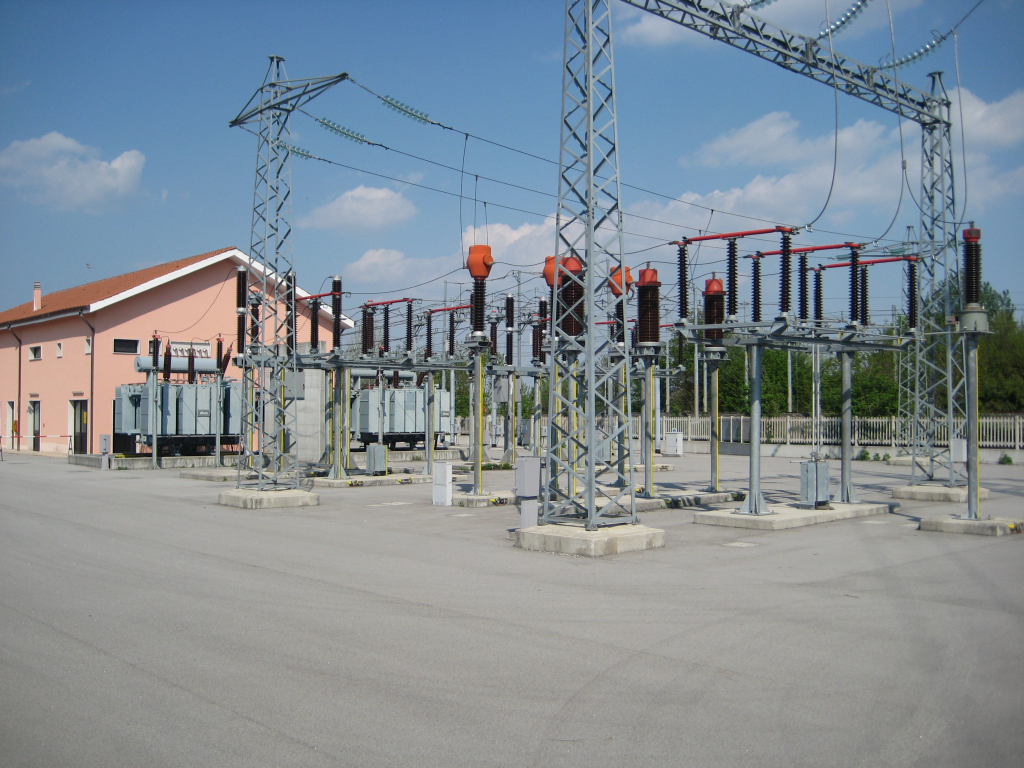
Sottostazione elettrica di RFI

In ambito ferroviario le SSE sono una parte fondamentale della Trazione Elettrica. Ogni linea elettrificata ne ha più di una distanziate a seconda della potenza delle stesse e delle cadute di potenziale. Le SSE in campo ferroviario esistono di due tipi, a seconda che debbano alimentare una linea a corrente alternata o a corrente continua. Nel primo caso la SSE è costituita dal solo trasformatore (monofase), mentre nel secondo oltre al trasformatore (trifase) è presente anche un raddrizzatore trifase. Le SSE sono alimentate tramite elettrodotto trifase dedicato da 130 KV. Da alcuni anni le Ferrovie stanno acquistando anche SSE compatte in Media Tensione a 15.000 V. Queste SSE di nuova generazione sono di ridotte dimensioni rispetto alle precedenti ma forniscono le stesse alimentazioni necessarie alla linea di trazione elettrica. Le SSE possono essere collegate tramite un binario per permettere l'ingresso di una SSE Mobile in caso di mancato funzionamento della SSE. Le SSE sono distribuite lungo linea ogni 20 km (la direttissima Roma-Firenze ha distanze di 16 km) ma comunque dipende dalla caratteristica della linea.

### SSE delle linee a corrente alternata
Quanto segue vale sicuramente per tutte le linee ad Alta Velocità italiane (la Roma - Napoli ad esempio) ma è ragionevole pensare che lo stesso sistema venga usato anche all'estero. Un elettrodotto trifase (da 150 kV) corre lungo tutta la linea e alimenta le varie SSE. I trasformatori sono monofasi da 50 kV avente il secondario a presa centrale da 25+25 KV. Le SSE sono alimentate dalla linea trifase su fasi alterne per equilibrare il carico di linea. Le due linee che vengono fuori dal trasformatore (entrambe da 25 kV)I trasformatori hanno due secondari con una presa centrale (che viene messa a terra) un primo secondario alimenta la linea di contatto, l'altro invece alimenta il Feeder.
Tra due SSE con trasformatori c'è sempre una SSE con un autotrasformatore che, oltre ad alimentare la linea, serve a capovolgere la fase (sfasamento di 180°).
La potenza erogata da una SSE della Roma-Napoli (alta velocità) è di 2 MW / km e sono distribuite ogni 48 km.